# ثيودور درابر
ثيودور درابر (بالإنجليزية: Theodore Draper)‏ هو مؤرخ أمريكي، ولد في 11 سبتمبر 1912، وتوفي في 21 فبراير 2006 في برينستون في الولايات المتحدة.